# Odpoved ledvic
Odpoved ledvic pomeni poslabšanje delovanja ledvic, ki tako več ne morejo ustrezno izločati toksinov in odpadnih produktov iz krvnega obtoka.
Glede na čas razvoja bolezni se govori o dveh osnovnih oblikah:
- akutna odpoved ledvic,
- kronična odpoved ledvic.

Prva nastopi nenadno, v nekaj dneh, medtem ko se kronična oblika razvija počasi, tekom več mesecev ali let.

## Razvrstitev
Razvrstitev na akutno ali kronično odpoved ledvic temelji na določitvi serumskega kreatinina. V pomoč pri določitvi tipa so tudi drugi dejavniki, na primer slabokrvnost in velikost ledvic, določena z ultrazvokom (pri kronični odpovedi se namreč pogosto pojavi slabokrvnost, ledvice pa so majhne).

### Akutna odpoved ledvic
Gre za akutno poslabšanje ledvičnega delovanja z oligurijo ali anurijo in hitrim zviševanjem serumskih koncentracij kreatinina in sečnine. Vzroki so prerenalni, renalni ali postrenalni. Oligurija pomeni zmanjšano nastajanje seča (manj kot 400 mL na dan pri odraslih oziroma manj kot 0,5 mL/kg/h pri otrocih). Pride do motenj v telesnih tekočinah ter do elektrolitskega neravnovesja. 
Vzroki so lahko številni in treba jih je prepoznati ter zdraviti, da se zameji napredovanje bolezni. V času do odprave vzroka je včasih potrebna dializa.

### Kronična odpoved ledvic
Kronična odpoved ledvic je posledica katerekoli bolezni, ki postopoma trajno in nepopravljivo okvarja ledvice. Spremlja jo trajno zvišana koncentracija kreatinina in sečnine. Lahko je posledica neozdravljene akutne oblike.

## Simptomi
Simptomi so pri različnih posameznikih zelo različni. Bolnik z začetno obliko bolezni včasih sploh ne čuti nobenih bolezenskih znakov. Ker ledvice ne izločajo odpadnih produktov iz krvi v zadostni meri, pride do azotemije (porast koncentracije sečnine ali drugih nebeljakovinskih dušikovih spojin v krvi). Zelo blaga azotemija povzroča le malo simptomov ali pa jih sploh ne. Pri napredovanju bolezni postanejo simptomi izrazitejši. V končni stopnji se pojavi značilen bolezenski sindrom, imenovan uremija.
Simptomi odpovedi ledvic zajemajo:
- povišano vrednost sečnine v krvi, ki lahko povzroči:

bruhanje in/ali drisko ter posledično izsušitev
navzejo
izgubo telesne mase
nikturija (pogosto mokrenje ponoči)
penast ali mehurčkast seč
pogostejše mokrenje ali večje količine seča, bled seč
bolj poredko mokrenje ali manjše količine seča, temno obarvan seč
kri v seču
težave pri mokrenju
spremembe v količini seča (običajno povečane količine)
- kopičenje fosfatov v krvi, ki lahko povzročijo:

srbenje
poškodbe kosti
mišične krče (zaradi znižane vrednosti kalcija v krvi)
- kopičenje kalija v krvi (hiperkaliemija), ki lahko vodi do:

nenormalnega srčnega ritma
ohromitve mišic 
- zastajanje vode v telesu, ki se lahko kaže kot:

zatekanje nog, gležnjev, stopal, obraza in/ali rok
kratka sapa (zaradi večje količine tekočine v pljučih)
- cistično bolezen ledvic (nastanek večjih, z vodo napolnjenih cist na ledvicah, redkeje tudi na jetrih), ki lahko povzroči:

bolečine v hrbtem predelu ali ob strani trupa
- zmanjšano proizvodnjo eritropoetina (hormona, ki nastaja v ledvicah in stimulira nastajanje rdečih krvničk) in posledično znižanje števila rdečih krvničk v krvi ter slabokrvnost, ki lahko povzroča:

utrujenost/slabotnost
težave s pomnenjem
težave s koncentracijo
omotico
znižan krvni tlak
- druge simptome:

izguba teka, slab okus v ustih
nespečnost
potemnelost kože